# Сичова Ірина Євгенівна
Іри́на Євге́нівна Сичо́ва (14 жовтня 1954) — український державний і громадський діяч. Міський голова міста Первомайська Миколаївської області (2006—2008).
Обиралась депутатом Миколаївської обласної ради 3-го скликання (1998—2000).

## Життєпис
У 1996—1998 та 2000—2002 роках виконувала обов'язки міського голови Первомайська. У 2006 році обрана міським головою Первомайська.
15 серпня 2008 року достроково подала у відставку з посади міського голови Первомайська.
Станом на 2015 рік — директор Первомайського відділення ПрАТ «Українська пожежно-страхова компанія».

## Нагороди
- Орден княгині Ольги 3-го ступеня (03.12.2009) — «за вагомий особистий внесок у розвиток місцевого самоврядування, багаторічну сумлінну працю і високий професіоналізм»[3]